# Warneckea reygaertii
Warneckea reygaertii là một loài thực vật có hoa trong họ Mua. Loài này được (De Wild.) Jacq.-Fél. miêu tả khoa học đầu tiên năm 1978.